# 치아 미백
치아 미백(齒牙美白, 영어: tooth whitening)은 치아의 색조를 복구하거나 치아의 자연적인 색조를 하얗게 하는 것을 말한다. 치아의 법랑질, 상아질 표면에 착색된 색을 엷게 해주는 표백과정으로, 쉽게 설명하면 치아의 색상을 지금 색상에서 보다 하얗게 하는 치료이다. 치아에 있는 보이지 않는 유기질 구멍에 침착된 색소가 빠져나가는 것을 의미한다. 치아의 삭제나 손상없이 하얗게, 밝게 만들어주는 방법이며, 치료 후 치아에서 반사되는 빛의 양을 더 많게 하여 치아가 밝아 보이는 것이다.

## 역사
1968년에  미국의 교정전문 치과의사인 윌리엄 클루스마이어에 의해서 시작되었다. 교정치료중인 환자의 잇몸염증이 심해지자 10% carbamide peroxide 제제인 Gly-Oxide를 개인용 구강트레이에 담아 밤새도록 구강 내에 적용한 결과 치아의 탈색이 일어나는 것을 발견하였다. 그 후 윌리엄 클루스마이어는 Gly-Oxide를 개인용 구강트레이에 적용해 몇몇 환자들에게 미백치료를 시행하였는데 이것이 치아 미백의 효시다.
우리나라의 경우에는 1990년대 초에 한일양행에서 미국산 에피스마일을 수입해, 소비자들에게 직접 판매하면서 처음 소개되었다.

## 기전
초기에는 법랑질 표면의 변색 제거 또는 법랑질에 국한되어 효과가 나타난다고 생각했다. 하지만 최근에는 치아미백의 기본 요소인 과산화수소와 과산화요소가 법랑질과 상아질을 통과하여 치수에 5~15분 내로 도달된다는 사실이 입증되었다. 미백과정의 술식 자체는 복잡하지만 대부분의 미백효과는 산화반응에 의한 것으로 나무(유기물질)가 불에 타서(산화과정) 이산화탄소와 물로 변하는 것과 비슷한 과정이다.
미백은 유기질이 이산화탄소와 물로 분해되는 산화에 의해서 효과가 나타나고 이러한반응은 산화-환원반응이다.
산화제인 H2O2가 법랑질과 상아질의 유기질 사이로 침투한 후 변색의 원인인 유기물질과 결합하여 안정화되고, 색소 물질을 산화시키며 안정화되는 과정 중에 복잡한 유기분자의 구조를 단순한 분자로 변화시킴으로써 빛이 투과하는 경로를 변화시켜서 치아가 더 밝아진다. 지난 몇년간 치아미백에 대한 여러 사실이 밝혀졌는데, 치아는 미백이 작용하는 크기는 한정적이어서 아무리 더 오랫동안 미백제를 적용해도 또한 어떠한 미백제를 사용해도 미백이 작용하는 크기 이상의 밝기 변화는 나타나지 않는다. 그리고 치아는 고유의 미백속도를 가져서 미백제의 농도를 증가시키거나 특수한 방법들은 미백속도에 영향을 미치지 못한다. 마지막으로, 치아가 최고의 색상변화를 보인 후 치료를 완료한 후에는 소량의 재발이 관찰된다.

## 치아미백술
치아미백술은 화학물질을 이용해 치질 내 착색부분인 유기질을 산화시켜 치아의 색상을 밝게 해주는 술식으로 칫솔질이나 스케일링으로 해결되지 않은 치아의 색을 원래의 색조로 돌아오게 하거나 더 하얗게 하는 치료이다. 치아를 전혀 손상시키지 않으면서 하얗고 밝게 만들어 보철을 수복하는 방법에 비해 자연치질을 그대로 보존할 수 있다.

## 같이 보기
- 구강위생

## 참고 문헌
- 강제훈 (2006). 《치아미백과 심미치료》. 명문출판사.
- 김성교; 김영경; 강현경; 김영선; 민희홍; 이가령; 허남숙;  외. (2017). 《치과보존학》. 고문사.
- 정원균; 강윤미; 궁화수; 김다혜; 김란영; 김아진; 김은주; 김희은; 문항진; 박성숙; 박지현; 배성숙; 성기윤; 송재주; 심수현; 안선하; 양승경; 우승희; 유지수; 윤미숙; 윤현경; 윤현서; 이미옥; 이선영; 이성숙; 이윤; 이해인; 이혜경; 임근옥; 임순연; 정명희; 정의정; 조명숙; 조혜은; 지민경; 최미혜; 홍수민; 황수현 (2016). 《치과보존학의 원리와 임상》 4판. 대한나래출판사.
- 권소란; 고석훈 (2006). 《치아미백 아틀라스》. 대한나래출판사.
- 윤여표 (2008년 9월). 《치아미백제 사용시 꼭 알아야 할 것들》. 식품의약품안전청 의약품안전국.
- 김영선; 문희정; 성미경; 이현옥; 구경미; 김진아; 민희홍; 박금자; 배현숙; 신영미; 안금선; 안용;  외. (2011). 《현대치과임상》. 고문사.
- 김선희; 문항진; 양정승; 원복연; 윤미숙; 이미옥; 이성숙; 조명숙; 윤태철; 김영호 (2003). 《치과보존학》. 대한나래출판사.
- 권소란 (2007). 《치아미백》. 대한나래출판사.
- 山崎長郞(야마자키 마사오) (2009). 《치과임상 전문가 길잡이. vol. 2, Bonded restoration》. 대한나래출판사.